# Bogdan Lesyng
Bogdan Lesyng (ur. 23 sierpnia 1948 we wsi Przyzórz) – polski biofizyk i bioinformatyk, profesor zwyczajny nauk fizycznych.

## Życiorys
Od 1976 pracuje w Zakładzie Biofizyki, w Instytucie Fizyki Doświadczalnej Wydziału Fizyki Uniwersytetu Warszawskiego. W latach 1990–1995 pełnił funkcje kierownika zakładu, był też kierownikiem Pracowni Bioinformatyki Instytutu Medycyny Doświadczalnej i Klinicznej im. M. Mossakowskiego PAN. Był członkiem Komitetu Biochemii i Biofizyki PAN, a w latach 1997–1999 jego sekretarzem. Członek redakcji czasopisma Computing and Visualization in Science. Był też członkiem Rady Głównej Szkolnictwa Wyższego.
Obszar jego działalności naukowej to bioinformatyka, nauki obliczeniowe oraz biofizyka molekularna. Zajmuje się metodami kwantowej dynamiki molekularnej i metodami równania Poissona-Boltzmanna oraz ich zastosowaniami w badaniach biologicznych. Jest współtwórcą ogólnokrajowych zasobów informacyjnych Interdyscyplinarnego Centrum Modelowania Matematycznego i Komputerowego Uniwersytetu Warszawskiego.